# Andreas Fischer (Fußballspieler, 1991)
Andreas Fischer (* 6. Jänner 1991) ist ein österreichischer Fußballspieler.

## Karriere
Fischer begann seine Karriere bei der WSG Brückl. 2000 wechselte er zum FC St. Veit. 2004 kam er in die Jugend des FC Kärnten. 2006 spielte er kurzzeitig für den SV Feldkirchen.
2006 wechselte er zum viertklassigen FC St. Michael. Für St. Michael spielte er im April 2007 gegen den FC St. Veit erstmals in der Kärntner Liga.
Zur Saison 2008/09 wechselte er zum Regionalligisten WAC/St. Andrä. Sein Debüt in der Regionalliga gab er im Oktober 2008, als er am elften Spieltag jener Saison gegen den TSV Hartberg in der 88. Minute für Aleksandar Stanisavljević eingewechselt wurde.
Im Sommer 2009 wechselte er zur fünftklassigen WSG Brückl, bei der er auch seine Karriere begonnen hatte. Zur Saison 2010/11 schloss er sich dem viertklassigen SK Treibach an. In seiner ersten Saison bei Treibach erzielte er in 27 Spielen sechs Tore. In der Saison 2011/12 machte er neun Tore in 26 Spielen.
2012 schloss er sich dem Ligakonkurrenten FC St. Veit an. Für St. Veit absolvierte er in der Saison 2012/13 25 Spiele in der Kärntner Liga, in denen er 15 Treffer erzielte. Zur Saison 2013/14 wechselte er zu den drittklassigen Amateuren des SK Sturm Graz.
Im Oktober 2013 debütierte er für die Profis der Grazer in der Bundesliga, als er am 13. Spieltag jener Saison gegen den FC Admira Wacker Mödling in der 71. Minute für Anel Hadžić ins Spiel gebracht wurde. Dies blieb sein einziger Einsatz für die Profis von Sturm Graz.
Für die Amateure kam er in der Saison 2013/14 in 28 Regionalligapartien zum Einsatz und erzielte dabei zehn Tore. In der darauffolgenden Saison machte er sieben Tore in 25 Spielen.
Zur Saison 2015/16 wechselte er zum SC Kalsdorf. In seiner ersten Saison bei Kalsdorf erzielte er 25 Tore in 29 Spielen. Damit war er hinter Yusuf Otubanjo zweitbester Torschütze in jener Saison in der Regionalliga Mitte. Im Februar 2017 trennte sich Kalsdorf von Fischer, nachdem er eine Auseinandersetzung mit seinem Teamkollegen Mikolin Demaj gehabt hatte.
Zur Saison 2017/18 wechselte er zum viertklassigen Grazer AK. Mit dem GAK stieg er zu Saisonende in die Regionalliga auf. In der Aufstiegssaison absolvierte Fischer 27 Spiele, in denen er zehn Tore erzielte.
Im Jänner 2019 wechselte er zum viertklassigen ASK Voitsberg. Für Voitsberg kam er zu 22 Einsätzen in der Landesliga. Zur Saison 2020/21 wechselte er zum Ligakonkurrenten SV Wildon.